# Cowgirl in the Sand
Cowgirl in the Sand è un brano musicale scritto ed interpretato dal musicista canadese Neil Young, contenuto nel suo album Everybody Knows This Is Nowhere del 1969.
Brano tra i più noti dell'artista, anche se mai pubblicato su singolo negli Stati Uniti o in Gran Bretagna, Young ha incluso diverse versioni dal vivo della canzone in alcuni suoi album e nel celebre live dei Crosby, Stills, Nash & Young Four Way Street.

## Il brano
Come per altre due canzoni presenti in Everybody Knows This Is Nowhere, Cinnamon Girl e Down by the River, Young ha raccontato di aver composto Cowgirl in the Sand mentre era immobilizzato a letto con la febbre a 40° nella sua casa di Topanga Canyon, in California.

### Testo e musica
Il testo del brano parla di una donna dallo stile di vita promiscuo, o forse di tre donne differenti se ogni strofa descrive una ragazza diversa. Il giornalista Nigel Williamson descrisse le parole del testo definendole "oscure e trasognate, indirizzate a qualche figura femminile idealizzata". Il critico musicale Johnny Rogan definì il testo dal significato "ambiguo", dato che la donna veniva descritta dal cantante sia come "idealista" che "idealizzata", riferendosi in particolare alla strofa: «When so many love you, is it the same?» ("Quando così tanti ti amano, è sempre lo stesso?"). In proposito, David Downing aggiunse che quest'ultima frase del testo poteva essere intesa sia come una celebrazione della crescente libertà sessuale dell'epoca, ma anche come una critica alla stessa.
Infine, Ken Bielen suggerì una diversa interpretazione del testo, nella quale Young starebbe cantando di se stesso. La sabbia ("sand") nel titolo della canzone sarebbe un riferimento ai giovani che arrivavano ai tempi in California, dove ci sono molte spiagge. La donna nominata nel primo verso potrebbe essere un velato riferimento a Young, poiché egli si era trasferito dal Canada alla California. Secondo questa interpretazione, frasi del testo come: «Old enough to change your name» e «Has your band begun to rust» sarebbero riferimenti all'uscita di Young dai Buffalo Springfield. La strofa: «When so many love you, is it the same?» sarebbe quindi da interpretarsi come il riflesso dell'ambivalenza dello stesso Neil Young nei confronti della fama e del successo, del suo rapporto amore/odio con la popolarità.
La musica di Cowgirl in the Sand, come quella di Down by the River, consiste in una lunga cavalcata elettrica con ampio spazio alle improvvisazioni chitarristiche basate su una progressione di accordi discendente. Inoltre, come anche in Down by the River, la canzone include diversi assoli di chitarra che furono descritti con i termini "distorsione e caos" dal critico Toby Creswell.

### Altre apparizioni
Dopo l'iniziale inclusione sull'album Everybody Knows This is Nowhere, Cowgirl in the Sand è stata inserita in svariate compilation e raccolte di Neil Young, inclusi gli album Decade, Greatest Hits e The Archives Vol. 1 1963–1972. Versioni live del pezzo sono rintracciabili nel box set The Archives Vol. 1 1963–1972, e negli album Live at Massey Hall 1971 e Live at the Fillmore East.

## Cover
Il gruppo folk rock statunitense The Byrds reinterpretò Cowgirl in the Sand sull'album del 1973 intitolato Byrds. La canzone è stata inoltre eseguita da The Magic Numbers, City and Colour e Josie Cotton, tra gli altri.